# Raúl Toro
Raúl Toro Julio (* 21. Februar 1911 in Copiapó; † 30. Oktober 1982  in Santiago de Chile), auch bekannt unter dem Spitznamen Toribio, war ein chilenischer Fußballspieler. Der Stürmer nahm an drei Südamerikameisterschaften teil und erzielte 12 Tore in 13 Länderspielen.

## Vereinskarriere
Raúl Toro spielte für verschiedene Vereine Chiles, die damals noch nicht in einer Liga spielten, sondern in zwei parallelen Profiligen aufliefen. Bei CSD Colo-Colo, Audax Italiano und Everton spielte das Talent vor, wurde aber nicht in die Kader aufgenommen. Erst bei den Santiago Wanderers wurde er akzeptiert. Die Vereine aus der Hauptstadt Santiago de Chile spielten ab 1933 in der Primera División, an der auch die Wanderers 1937 teilnahmen, aber aus finanziellen Gründen nach nur einer Saison wieder in die Liga de Valparaíso zurückkehrten. Ab 1944 spielten die Wanderers dann dauerhaft in der Primera División. So kam es auch zu den in der damaligen Zeit vielen Vereinswechseln von Toro. Größter Erfolg des Mittelstürmers war der Gewinn der Meisterschaft 1942 mit Santiago Morning.

## Nationalmannschaft
Zwischen 1936 und 1941 war Raúl Toro Nationalspieler der chilenischen Nationalmannschaft und debütierte am 30. Dezember 1936 beim Campeonato Sudamericano 1937 in Buenos Aires für La Roja. Zum ersten Mal in der Geschichte Chiles besiegte das Team die uruguayische Mannschaft, die zu dieser Zeit als die stärkste Mannschaft der Welt galt. Raúl Toro traf beim 3:0-Erfolg zwei Mal.  Insgesamt wurde Toro der beste Torschütze des Wettbewerbs mit sieben Toren, auch wenn Chile letztlich nur den vorletzten Platz belegte.
Raúl Toro nahm auch an den kontinentalen Turnieren von Peru 1939 und Chile 1941 teil, in denen er jeweils ein Turniertor erzielte. In Peru wurde das chilenische Team Vierter der fünf Teilnehmer. Beim Campeonato in Santiago de Chile führte Toro den Gastgeber als Kapitän auf das Spielfeld. Nach Siegen gegen Ecuador und Peru folgten Niederlagen gegen Uruguay und Argentinien. Chile erreichte somit den dritten Platz. Die 0:1-Niederlage gegen Argentinien war auch das letzte Länderspiel Toros, der in nur 13 Spielen für Chile 12 Tore erzielte.

## Erfolge
Santiago Morning
- Chilenischer Meister: 1942

Chile
- Torschützenkönig des Campeonato Sudamericano: 1937 (7 Tore)